# 1350-е годы до н. э.
1350-е (ты́сяча три́ста пятидеся́тые) го́ды до на́шей э́ры по пролептическому юлианскому календарю — промежуток времени с 1 января 1359 года до н. э. по 31 декабря 1350 года до н. э., включающий с 1359 по 1351 годы 5-го десятилетия  и 1350 год 6-го десятилетия XIV века 2-го тысячелетия до н. э. Им предшествовали 1360-е годы до н. э., за ними следовали 1340-е годы до н. э. Они закончились 3375 лет назад.

## События

### Египет

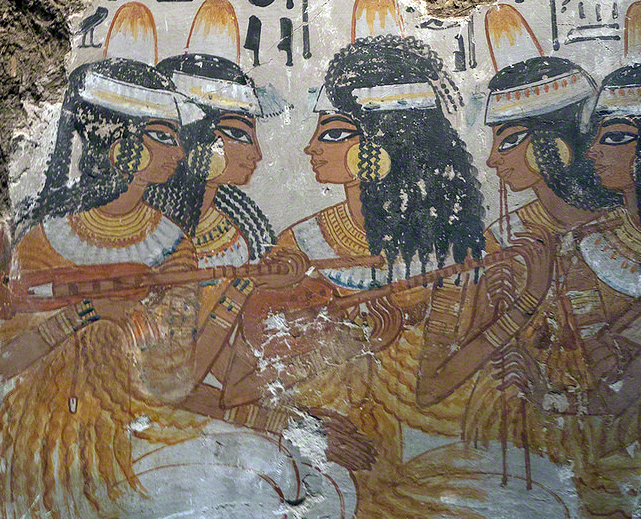
Музыканши — роспись из гробницы Небамона. Фивы (Египет), ок. 1350 год до н. э.

- 1358 до н. э. — фараон Аменхотеп III отпраздновал свой юбилей, он страдал от болезни. Царь Тушратта из Митанни послал для его исцеления статую Иштар.
- 1354 до н. э. — Аменхотеп III женился на Тадухепе, дочери Тушратта. Мирный союз возобновился вновь.
- 1352 до н. э. — хетты представляли угрозу египетскому влиянию в северном Леванте.
- 1351 до н. э. — Аменхотеп IV (1351—1333 до н. э.) — десятый фараон XVIII династии Египта.
- Фараон Эхнатон с женой Нефертити уехал из Фив в новую столицу Ахетатон.
- 1350 до н. э. — поклонения Атону.

### Месопотамия
- 1352 до н. э. — царь Аморреев Абди-ашитра вступил в дипломатические отношения с хеттами.
- 1351 до н. э. — Тушратта написал письмо вдовствующей царице Тие с приглашением продолжить мир.
- 1350 до н. э. — принц Шуттарна III совершил при поддержке своего отца Артадама II переворот и взошёл на трон.
- Хетты заняли Телль-Фехерия. Шаттиваза (1350—1320 до н. э.) провозглашён царём Митанни в качестве вассала Хеттского царства.

### Ассирия
- 1350 до н. э. — король Ашшур-убаллит I из Ассирии также управляет Митанни появляться вассалитет.[уточнить]
- Начало Ближнем Ассирийской империи (к 1047 г. до н. э.), Ассирия является реальной силой в Ближнем Востоке.[уточнить]

### Крит
- 1350 до н. э. — начало микенской эпохи (до ± 1100 до н.[уточнить]). В этот период начинается строительство укреплений.
- «Львиные ворота» в Микенах. Города защищены толстыми стенами.

### Европа
- 1350 до н. э. — в Венгрии[источник не указан 2133 дня], начало захоронений в урнах.

### Китай
- 1350 до н. э. — китайская армия начала использовать колесницы, запряжённые лошадьми.